# Видеркер-Вилидж (Арканзас)
Видеркер-Вилидж (англ. Wiederkehr Village, Arkansas) — город, расположенный в округе Франклин (штат Арканзас, США) с населением в 46 человек по статистическим данным переписи 2000 года.

## География
По данным Бюро переписи населения США город Видеркер-Вилидж имеет общую площадь в 10,88 квадратных километров, из которых 10,62 кв. километров занимает земля и 0,26 кв. километров — вода. Площадь водных ресурсов округа составляет 2,39 % от всей его площади.
Видеркер-Вилидж расположен на высоте 165 метров над уровнем моря.

## Демография
По данным переписи населения 2000 года в Видеркер-Вилидже проживало 46 человек, 13 семей, насчитывалось 24 домашних хозяйств и 27 жилых домов. Средняя плотность населения составляла около 4,3 человек на один квадратный километр. Расовый состав Видеркер-Вилиджа по данным переписи распределился следующим образом: 95,65 % белых, 2,17 % — коренных американцев, 2,17 % — азиатов.
Из 24 домашних хозяйств в 16,7 % — воспитывали детей в возрасте до 18 лет, 41,7 % представляли собой совместно проживающие супружеские пары, в 4,2 % семей женщины проживали без мужей, 45,8 % не имели семей. 37,5 % от общего числа семей на момент переписи жили самостоятельно, при этом 29,2 % составили одинокие пожилые люди в возрасте 65 лет и старше. Средний размер домашнего хозяйства составил 1,92 человек, а средний размер семьи — 2,54 человек.
Население города по возрастному диапазону по данным переписи 2000 года распределилось следующим образом: 15,2 % — жители младше 18 лет, 19,6 % — между 18 и 24 годами, 17,4 % — от 25 до 44 лет, 26,1 % — от 45 до 64 лет и 21,7 % — в возрасте 65 лет и старше. Средний возраст жителей составил 40 лет. На каждые 100 женщин в Видеркер-Вилидже приходилось 155,6 мужчин, при этом на каждые сто женщин 18 лет и старше приходилось 143,8 мужчин также старше 18 лет.
Средний доход на одно домашнее хозяйство в городе составил 33 750 долларов США, а средний доход на одну семью — 43 125 долларов. При этом мужчины имели средний доход в 28 750 долларов США в год против 13 750 долларов среднегодового дохода у женщин. Доход на душу населения в городе составил 20 718 долларов в год. Все семьи Видеркер-Вилидж имели доход, превышающий уровень бедности, 23,7 % от всей численности населения находилось на момент переписи населения за чертой бедности, при этом 71,4 % из них были моложе 18 лет.